# Aufstieg und Niedergang der römischen Welt

Aufstieg und Niedergang der römischen Welt (en français : « Essor et chute du monde romain »), abrégé ANRW, est une série d'ouvrages scientifiques traitant de l'histoire et de la culture de la Rome antique. Comme dans une revue, chaque volume de la série est composé de gros articles d'auteurs indépendants. Les articles sont écrits en différentes langues, mais le plus souvent en anglais et en allemand et, moins souvent, en français ou en italien. 

## Historiographie
La série a commencé en 1972, en tant que mélanges pour célébrer le 75e anniversaire de Joseph Vogt, un historien allemand de l'antiquité. La matière s'est toutefois diversifiée et le travail a continué. La série a maintenant la taille d'une encyclopédie.  La série est éditée par Hildegard Temporini (parties I & II) et Wolfgang Haase (partie de II), et publiée par German Press Walter de Gruyter.

## Contenu
ANRW tend à traiter tous les aspects importants du monde romain ancien aussi bien que ses conséquences au Moyen Âge et jusqu'à nos jours. La série suit les recherches récentes dans les différents domaines traités.